# GW190814
GW190814 — гравитационно-волновой всплеск, обнаруженный гравитационно-волновой обсерваторией LIGO и детектором гравитационных волн Virgo 14 августа 2019 года в 21:10:39 UTC. Всплеск имел отношение сигнал/шум 25 в сети из трёх детекторов.
Слияние произошло на расстоянии 790 миллионов световых лет, в области размером 18,5 квадратных градусов в созвездиях Кит или Скульптор. Однако, световая вспышка не была обнаружена, несмотря на обширные поиски в зоне вероятного расположения произошедшего.

## Научное значение
В рамках данного события было зафиксировано слияние двух объектов, где один из объединившихся объектов обладал массой примерно 2,6 солнечных масс, а второй в 23 солнечные массы.
Гравитационные волны, регистрируемые при слиянии космических объектов, таких как черные дыры или нейтронные звезды, позволяют вычислить массу сливающихся объектов. Обнаруженный объект массой 2,6 солнечных масс заполняет так называемый «массовый разрыв» (англ. mass gap) между нейтронными звездами и черными дырами. Данное открытие привлекло внимание астрономического сообщества, поскольку оно расширяет понимание о возможных конечных стадиях эволюции звезд и формировании объектов в космическом пространстве.